# Лилли, Эванджелин
Эванджели́н Ли́лли (англ. Evangeline Lilly; род. 3 августа 1979 года, Форт-Саскачеван, Альберта, Канада) — канадская актриса. Получила широкую известность благодаря роли Кейт Остин в сериале «Остаться в живых» и была номинирована на премии «Сатурн» и «Золотой глобус».

## Ранние годы
Эванджелин Лилли родилась в Форт-Саскачеване (провинция Альберта, Канада). Её отец является преподавателем экономики, а её мать — консультант по косметике. Также у Эванджелин есть две младшие сестры.
Перед тем, как покинуть город Форт-Саскачеван в возрасте десяти лет, Эванджелин успела поменять три школы. С 14 лет она была волонтёром в организациях, помогающих детям; в 18 отправилась в филиппинские джунгли в составе миссионерской группы, жила там в травяной хижине, побывала в четырнадцати странах мира. Лилли — бывшая стюардесса компании «Royal Aviation», и вследствие этого очень хорошо владеет французским языком.
Увлекается катанием на коньках, каноэ, сноубордом и скалолазанием. Занимается благотворительностью, часть своих гонораров переводит на счета благотворительных фондов. Участвует в социальной школьной программе по защите против насильников Just Yell Fire.

## Карьера
Перед тем как она начала сниматься в «Остаться в живых», Лилли работала стюардессой, официанткой. Для финансирования своего образования она снималась в телерекламе и занималась модельной работой, хотя никогда не считала себя моделью.
Как модель её открыло знаменитое модельное агентство «Ford Models», менеджер которого увидел Эванджелин на улице города Келоуна в Британской Колумбии. Она подписала контракт с агентством и переехала в Ванкувер, где выступала на показах мод, зарабатывая деньги на оплату учёбы на факультете международных отношений в университете Британской Колумбии.
В 2003 году мельком появилась в маленькой эпизодической роли школьницы в фильме «Фредди против Джейсона», также промелькнула в нескольких эпизодах сериала «Тайны Смолвиля». А в 2004 году была замечена в сериале «Королевский госпиталь». Однако, первая её настоящая «говорящая» роль была в «Остаться в живых». Её открыл агент Джеф Палффи, ранее работавший в Ford Models, и сыграл важную роль в её появлении в этом сериале.

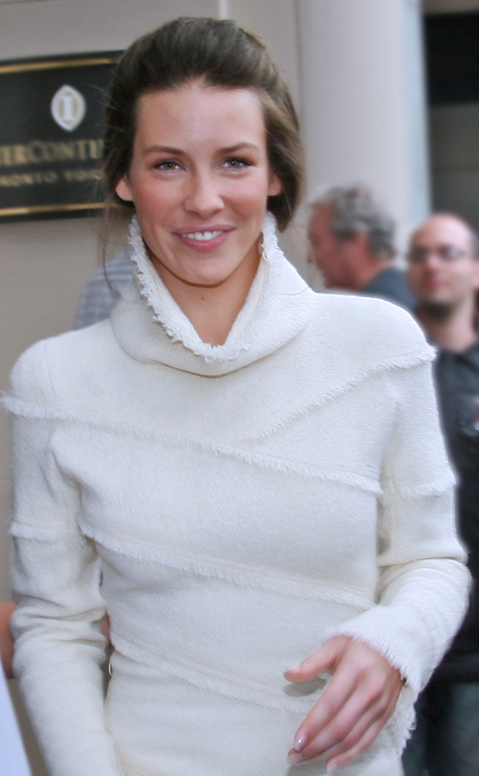
Лилли на Международном кинофестивале в Торонто 2008

Лилли чуть было не лишилась роли Кейт Остин в самом начале из-за того, что не могла достаточно быстро получить рабочую визу в США. Директора по кастингу уже начали новый отбор претенденток на эту роль, но всё же виза была получена, и Эванджелин Лилли благополучно приехала на съёмочную площадку, опоздав на один день.
В 2004 году зарплата Лилли составляла $80 000 за эпизод. За свою роль в «Остаться в живых» она была номинирована на Breakout Stars 2004 по версии журнала Entertainment Weekly и 14 декабря 2006 года была номинирована на «Золотой глобус» как Лучшая драматическая актриса.
После окончания съёмок в «Остаться в живых» она планировала прекратить актёрскую деятельность и продолжить свою карьеру в качестве гуманитарного работника; однако, она не исключала возвращения к телевидению в какой-то момент в будущем.
В 2009 году Эванджелин Лилли стала рекламным лицом компании L’Oréal.
В 2013 году снялась в фильме Питера Джексона «Хоббит: Пустошь Смауга», а в 2014 году — «Хоббит: Битва пяти воинств», в которых сыграла роль эльфийки Тауриэль.
В 2014 году Эванджелин выпустила свою первую детскую книгу под названием «The Squickerwonkers». В сентябре 2015 года книга вошла в состав детских наборов для мальчиков и девочек от Nerd Block Jr., о чём Лилли поспешила поделиться со своими поклонниками в соц. сети Твиттер. В 2016 году вышла вторая книга серии «The Squickerwonkers: The Demise of Selma the Spoiled», которая в 2018 году вышла и в аудиоформате.

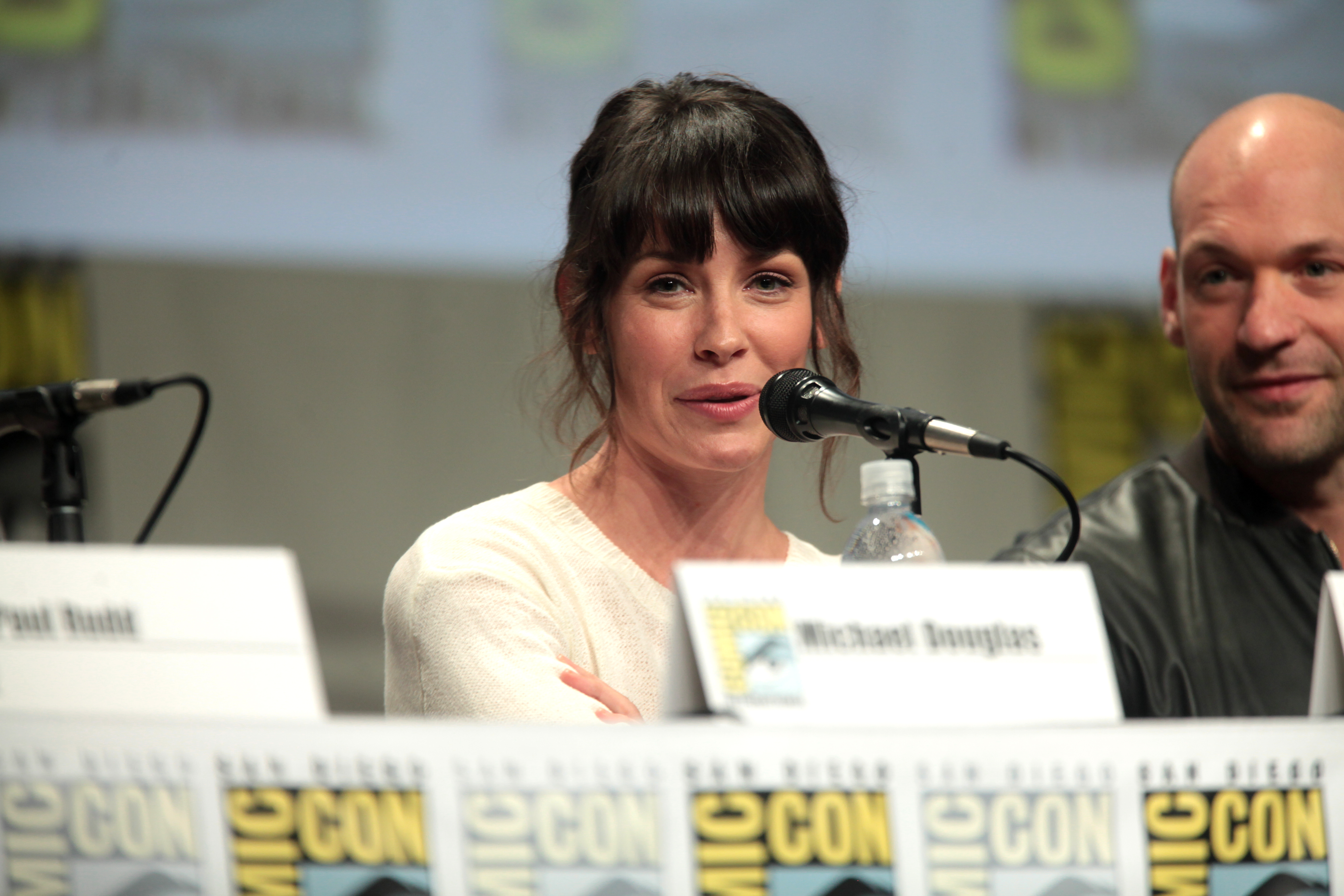
Эванджелин Лилли на San Diego Comic Con в 2014 году

В 2015 году снялась в фильме «Человек-муравей», исполнив в нём роль Хоуп Ван Дайн, дочери Хэнка Пима. Позже, в ходе вопросов и ответов в Фейсбук, подтвердила, что костюм Осы был сделан по слепку её тела, и что она должна была принять участие в съёмках картины «Первый мститель: Противостояние».
В 2018 году вышел фильм «Человек-муравей и Оса», в котором она исполнила главную женскую роль (Хоуп Ван Дайн/Оса). Это первый фильм Кинематографической вселенной Marvel, где в названии фигурирует имя супергероя-женщины.
В 2024 году заявила о завершении своей карьеры.

## Личная жизнь
В 2003—2004 годы Эванджелин была замужем за канадским хоккеистом Мюрреем Хоуном.
В 2004—2009 годы Эванджелин встречалась с актёром Домиником Монаганом, исполняющим роль Чарли в телесериале «Остаться в живых».
С мая 2010 года Эванджелин встречается с ассистентом режиссёра телесериала «Остаться в живых» Норманом Кали. У пары есть двое детей — сын Кахекили Кали (род. в мае 2011) и ещё один сын, имя которого Эванджелин не раскрыла (род. в октябре 2015).

## Фильмография
| Год       |    | Русское название                   | Оригинальное название                     | Роль                |
| --------- | -- | ---------------------------------- | ----------------------------------------- | ------------------- |
| 2002      | с  | Судный день                        | Judgment Day                              | девушка Джей Ди     |
| 2003      | ф  | Лиззи Магуайер                     | The Lizzie McGuire Movie                  | девушка-полицейский |
| 2003      | ф  | Похищение Синатры                  | Stealing Sinatra                          | модель в рекламе    |
| 2003      | ф  | Фредди против Джейсона             | Freddy Vs. Jason                          | девушка в школе     |
| 2003      | с  | Вернуть из мёртвых                 | Tru Calling                               | гостья вечеринки    |
| 2002—2004 | с  | Тайны Смолвиля                     | Smallville                                | не указано в титрах |
| 2004      | с  | Королевский госпиталь              | Kingdom Hospital                          | подруга Бенсона     |
| 2004—2010 | с  | Остаться в живых                   | Lost                                      | Кейт Остин          |
| 2005      | ф  | Длинный уик-энд                    | The Long Weekend                          | Симона              |
| 2008      | ф  | Повелитель бури                    | The Hurt Locker                           | Конни Джеймс        |
| 2008      | ф  | Заложник смерти                    | Afterwards                                | Клер                |
| 2011      | ф  | Живая сталь                        | Real Steel                                | Бэйли Таллет        |
| 2013      | ф  | Хоббит: Пустошь Смауга             | The Hobbit: The Desolation of Smaug       | Тауриэль            |
| 2014      | ф  | Хоббит: Битва пяти воинств         | The Hobbit: The Battle of the Five Armies | Тауриэль            |
| 2015      | ф  | Человек-муравей                    | Ant-Man                                   | Хоуп ван Дайн       |
| 2018      | ф  | Человек-муравей и Оса              | Ant-Man and the Wasp                      | Хоуп ван Дайн / Оса |
| 2018      | ки | Call of Duty: Black Ops 4          | Call of Duty: Black Ops 4                 | Саванна Мэйсон      |
| 2019      | ф  | Мстители: Финал                    | Avengers: Endgame                         | Хоуп ван Дайн / Оса |
| 2021      | ф  | Трафик                             | Crisis                                    | Клэр Рейманн        |
| 2021      | ф  | До самой смерти                    | South of Heaven                           | Энни Рэй            |
| 2023      | ф  | Человек-муравей и Оса: Квантомания | Ant-Man and the Wasp: Quantumania         | Хоуп ван Дайн / Оса |

## Награды и номинации
| Награда                        | Год  | Категория                                           | Работа                     | Результат |
| ------------------------------ | ---- | --------------------------------------------------- | -------------------------- | --------- |
| Золотой глобус                 | 2007 | Лучшая женская роль в телевизионном сериале (драма) | Остаться в живых           | Номинация |
| Сатурн                         | 2005 | Лучшая телеактриса                                  | Остаться в живых           | Номинация |
| Сатурн                         | 2006 | Лучшая телеактриса                                  | Остаться в живых           | Номинация |
| Сатурн                         | 2007 | Лучшая телеактриса                                  | Остаться в живых           | Номинация |
| Сатурн                         | 2008 | Лучшая телеактриса                                  | Остаться в живых           | Номинация |
| Сатурн                         | 2009 | Лучшая телеактриса                                  | Остаться в живых           | Номинация |
| Сатурн                         | 2010 | Лучшая телеактриса                                  | Остаться в живых           | Номинация |
| Сатурн                         | 2014 | Лучшая актриса второго плана                        | Хоббит: Пустошь Смауга     | Номинация |
| Сатурн                         | 2015 | Лучшая актриса второго плана                        | Хоббит: Битва пяти воинств | Номинация |
| Сатурн                         | 2016 | Лучшая актриса второго плана                        | Человек-муравей            | Номинация |
| Выбор критиков                 | 2014 | Лучшая актриса в боевике                            | Хоббит: Пустошь Смауга     | Номинация |
| Империя                        | 2014 | Лучшая актриса второго плана                        | Хоббит: Пустошь Смауга     | Номинация |
| Премия Гильдии киноактёров США | 2006 | Лучший актёрский состав в драматическом сериале     | Остаться в живых           | Победа    |
| Премия Гильдии киноактёров США | 2010 | Лучший актёрский состав                             | Повелитель бури            | Номинация |
| Спутник                        | 2005 | Лучшая актриса в драматическом сериале              | Остаться в живых           | Номинация |